# 즈푸 조약
즈푸 조약(중국어: 煙臺條約, 영어: Chefoo Convention)은 1876년 대영 제국과 청나라 간 체결된 통상 조약이다.

## 상세
본 조약의 체결의 발단은 영국인 외교관 오거스터스 레이몬드 마가리가 청나라 내 중국인에 의해서 살해되는 마가리 사건이었다. 이에 영국과 청나라는 이 문제의 해결과 더불어 추가적인 통상 조약을 체결하게 된다. 당시 토머스 프랜시스 웨이드와 이홍장이 옌타이시에서 조약에 서명하였다. 이 조약을 통해서 영국은 청나라 내 무역에 있어서 관세 부담을 덜게 되었고, 더 나아가 티베트 라싸시에 재외공관을 설치하게 된다. 당시 청나라는 이 조약을 불평등 조약으로 인식하였다.